# Eutypa polycocca
Eutypa polycocca är en svampart som först beskrevs av Elias Fries, och fick sitt nu gällande namn av Petter Adolf Karsten 1873. Eutypa polycocca ingår i släktet Eutypa och familjen Diatrypaceae.  Arten är reproducerande i Sverige. Inga underarter finns listade i Catalogue of Life.